# オロフ・モルク
オロフ・モルク (Olof Mörck、1981年12月12日 - )は、スウェーデン・イェーテボリ出身のヘヴィメタルミュージシャン(ギタリスト)。パワーメタルバンド、ドラゴンランド及びアマランスのギタリストである。また、当初はゲスト参加であったが、2007年からはメロディックデスメタルバンド、ナイトレイジに正式加入していた。近年では、イタリアのメロディックデスメタルバンド、ディサルモニア・ムンディのアルバムにゲストとして参加している。
更に、2008年にはメロディックデス/パワーメタルバンドのアマランス（当初はアヴァランチというバンド名だった）を結成。2011年にセルフタイトルのアルバムをリリースし、デビューしている。
2010年には、マイ・ダーリング・ディスメイ (現在はダーリング・ディスメイと改名)というロックバンドでセルフタイトルの楽曲のプロモーション・ビデオをリリースした。
その他にも、ゲストとして他バンドのアルバムに参加していることもあり、デストラクションやカタナ、ロード、ユニヴァーサムのアルバムにゲストギタリストとして参加し、ギターソロを弾いている。

## ディスコグラフィ

### ドラゴンランド
- 2000年 Storming Across Heaven (Demo)
- 2001年 ザ・バトル・オブ・ジ・アイヴォリー・プレインズ The Battle of the Ivory Plains
- 2002年 ホーリー・ウォー Holy War
- 2004年 スターフォール Starfall
- 2006年 アストロノミー Astronomy
- 2011年 アンダー・ザ・グレイ・バナー Under the Grey Banner

### ナイトレイジ
- 2007年 ア・ニュー・ディシーズ・イズ・ボーン A New Disease Is Born

同アルバムリリース時点では、ゲスト参加であった。
- 2009年 Wearing a Martyr's Crown
- 2011年 インシディアス Insidious

### ゲスト参加
デストラクション
- 2011年 デイ・オブ・レコニング Day of Reckoning

ディサルモニア・ムンディ
- 2009年 ジ・アイソレイション・ゲーム The Isolation Game

カタナ
- 2006年 Heart of Tokyo (Single)

ロード
- 2009年 Set in Stone

ユニヴァーサム
- 2010年 Mortuus Machina

## 参加バンド
現在参加しているバンド
- ドラゴンランド (Dragonland) - リードギター (2000-)
- アマランス (Amaranthe) - ギター、キーボード、(ベース (2008-2009)) (2008-)

現在の状況は不明のバンド
- ラプチャー (Rapture) - ギター (1996-?)
- ダーリング・ディスメイ (Darling Dismay)

過去に参加していたバンド
- ナイトレイジ (Nightrage) - ギター (2007-2013)

途中からライヴには不参加となっていた。